# Allorchestes malleola
Allorchestes malleola is een vlokreeftensoort uit de familie van de Dogielinotidae. De wetenschappelijke naam van de soort is voor het eerst geldig gepubliceerd in 1899 door Stebbing.